# Draco sumatranus
Draco sumatranus là một loài thằn lằn trong họ Agamidae. Loài này được Schlegel mô tả khoa học đầu tiên năm 1844.

## Hình ảnh

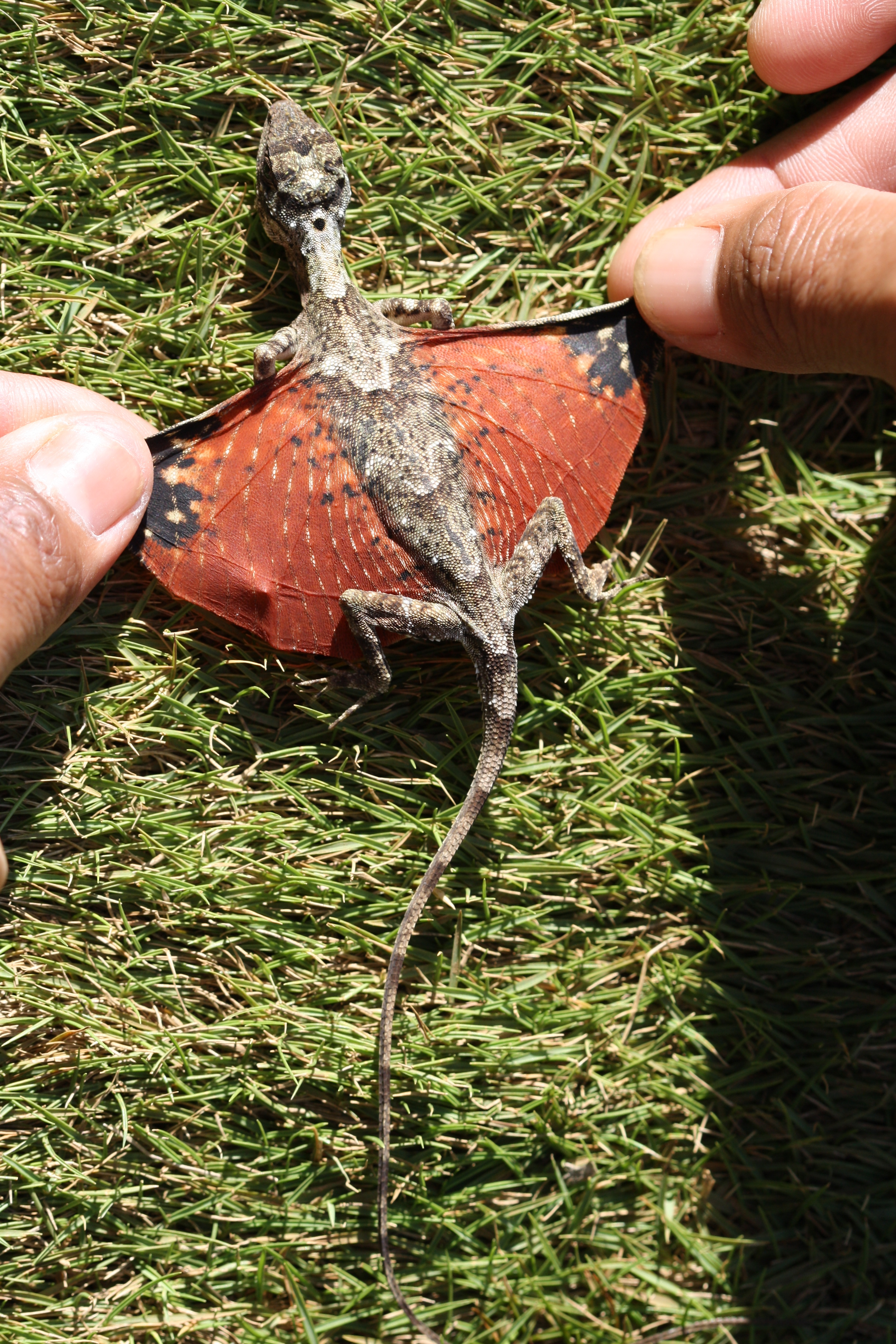